# Guarino da Verona

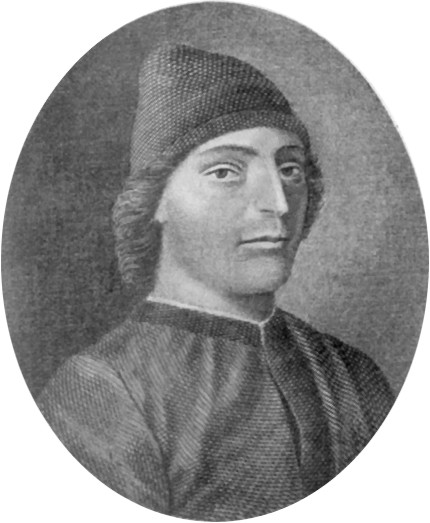
Guarino da Verona

Guarino da Verona, född omkring 1370, död 14 december 1460, var en italiensk lärd.
Guarino da Verona studerade i Konstantinopel under Manuel Chrysoloras och verkade sedan efter hemkomsten i respektive Verona, Venedig, Florens och Ferrara som lärare i grekiska och som ivrig befrämjare av klassiska studier. Guarino da Veronas främsta arbeten är översättningar av Strabon och ett sammandrag av Chrysoloras grekiska grammatik: Erotemata Guarini. Han har dessutom översatt Plutarchos och kommenterat Aulus Persius Flaccus, Juvenalis och Martialis.